# Aisty (Kaliningrad)
Aisty (russisch Аисты, deutsch Neuhof-Reatischken, 1938 bis 1945 Budeweg, litauisch Revatiškiai) ist ein Ort in der russischen Oblast Kaliningrad. Er gehört zur kommunalen Selbstverwaltungseinheit Stadtkreis Slawsk  im Rajon Slawsk.

## Geographische Lage
Aisty liegt 14 Kilometer nordwestlich der Kreisstadt Slawsk (Heinrichswalde) und ist über eine Stichstraße, die von der Nebenstraße Timirjasewo–Sapowednoje (Neukirch–Seckenburg) abzweigt, oder von Bolschije Bereschki (Alt Lappienen, 1938 bis 1946 Rauterskirch) aus zu erreichen. Vor 1945 war der Ort Bahnstation an der Kleinbahnstrecke (Groß) Brittanien–Seckenburg der Niederungsbahn (ab 1939 „Elchniederungsbahn“).

## Ortsname
Das russische Wort aisty heißt „Störche“.

## Geschichte
Das kleine Dorf am Südufer der Gilge (russisch: Massowka) hieß ehedem Neuhof-Reatischken und wurde 1874 in den neu errichteten Amtsbezirk Norwischeiten (der nicht mehr existente Ort hieß zwischen 1938 und 1946 „Schwanensee“) eingegliedert. Dieser wurde 1939 in „Amtsbezirk Rauterskirch“ (der Ort hieß bis 1938 Alt Lappienen, seit 1946 russisch: Bolschije Bereschki) umbenannt und gehörte bis 1945 zum Kreis Niederung (ab 1939 „Kreis Elchniederung“) im Regierungsbezirk Gumbinnen der preußischen Provinz Ostpreußen. Am 3. Juni – amtlich bestätigt am 16. Juli – des Jahres 1938 erhielt das Dorf die Umbenennung in „Budeweg“.
In Kriegsfolge kam der Ort 1945 mit dem nördlichen Ostpreußen zur Sowjetunion und erhielt 1950 die russische Bezeichnung „Aisty“. Gleichzeitig wurde der Ort in den Dorfsowjet Sapowednenski selski Sowet im Rajon Slawsk eingeordnet. Von 2008 bis 2015 gehörte Aisty zur Landgemeinde Timirjasewskoje selskoje posselenije und seither zum Stadtkreis Slawsk.

### Einwohnerentwicklung
| Jahr | Einwohner |
| ---- | --------- |
| 1910 | 45        |
| 1925 | 157       |
| 1933 | 147       |
| 1939 | 127       |
| 2002 | 1         |
| 2010 | 3         |

## Kirche
Mit seiner fast ausnahmslos evangelischen Bevölkerung war Neuhof-Reatischken resp. Budeweg bis 1945 in das Kirchspiel der Kirche Lappienen (ab 1938: Rauterskirch, ab 1946: Bolschije Bereschki) eingepfarrt. Sie gehörte zum Kirchenkreis Niederung  (Elchniederung) in der Kirchenprovinz Ostpreußen der Kirche der Altpreußischen Union. Heute liegt Aisty im Einzugsbereich der neu entstandenen evangelisch-lutherischen Kirchengemeinde in Slawsk (Heinrichswalde), die Pfarrsitz der gleichnamigen Kirchenregion in der Propstei Kaliningrad (Königsberg) der Evangelisch-lutherischen Kirche Europäisches Russland ist.